# Gediminas Kirkilas
Gediminas Kirkilas (Vilnius, 30 agosto 1951 – Vilnius, 20 aprile 2024) è stato un politico lituano, e Primo ministro della Lituania dal 2006 al 2008.
Succedette a Zigmantas Balčytis, primo ministro provvisorio, che non riuscì ad ottenere la fiducia dal parlamento unicamerale lituano, il Seimas, al contrario di Kirkilas che la ottenne, venendo eletto, il 4 luglio del 2006.

## Biografia
Rientrò dal servizio militare nel 1972, dedicandosi fino al 1978 ad opere di restauro di molti monumenti del suo paese, come le chiese o il palazzo di Verkiai, specificatamente sugli interni e gli oggetti d'oro antichi.
Dal 1978 al 1982 frequentò i corsi di Scienze politiche dell'università locale. Conseguita la laurea si iscrisse al Partito Comunista Lituano, occupando negli anni posti di sempre maggior rilievo.
A seguito dell'elezione di Algirdas Brazauskas a segretario del partito, Kirkilas divenne il capo dell'ufficio stampa
Dopo l'indipendenza della Lituania, dichiarata l'11 marzo 1990, Kirkilas si presentò alle elezioni nelle file del Partito Socialdemocratico di Lituania, risultando eletto per quattro mandati, nel 1992, 1996, 2000, 2004, alla Seimas.
Nel 2004 venne nominato ministro della difesa.
Il 9 dicembre 2008 si dimise dalla carica e venne sostituito da Andrius Kubilius.